# الحرب لدى الكلت

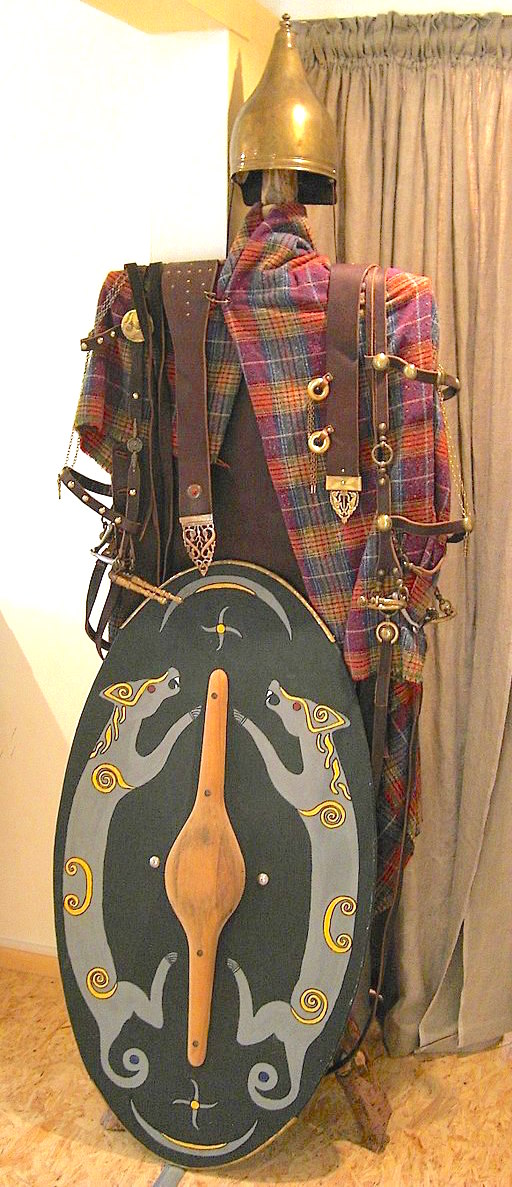
نسخة عن رداء حربي كان يرتديه المحاربين الكلتيين.

تتناول هذه المقالة الحرب لدى الكلت.

## الجانب الميثولوجي
نُقلت القصص البطولية الأيرلندية إلى الكتابة في العصور الوسطى، بعد فترة من الحقبة ما قبل المسيحية التي يُفترض أن هذه القصص تصورها. ويعود تاريخ قصة مابينوغون الويلزية إلى تلك الفترة نفسها تقريبًا. وتصف ملحمة «الغارة على قطيع كولي» (بالأيرلندية: Táin Bó Cúailnge)، التي تدور حول قصة كوخولين بطل أولستر بشكل رئيسي، معارك بعينها ركزت فيها على استخدام الرمح (بالأيرلندية: gae) والمزراق (بالأيرلندية: gá-ín) دون ذكر للخوذ أو الدروع المعدنية، بما يتلاءم مع الأدلة الأثرية. وتلعب العربات أيضًا دورها الهام، لكن في غياب عمليات دفن العربات الشبيهة لما شاع لدى البريطونيون، لم تُكتشف بقايا مركبات من تلك الحقبة بعد.

## الحروب القبلية

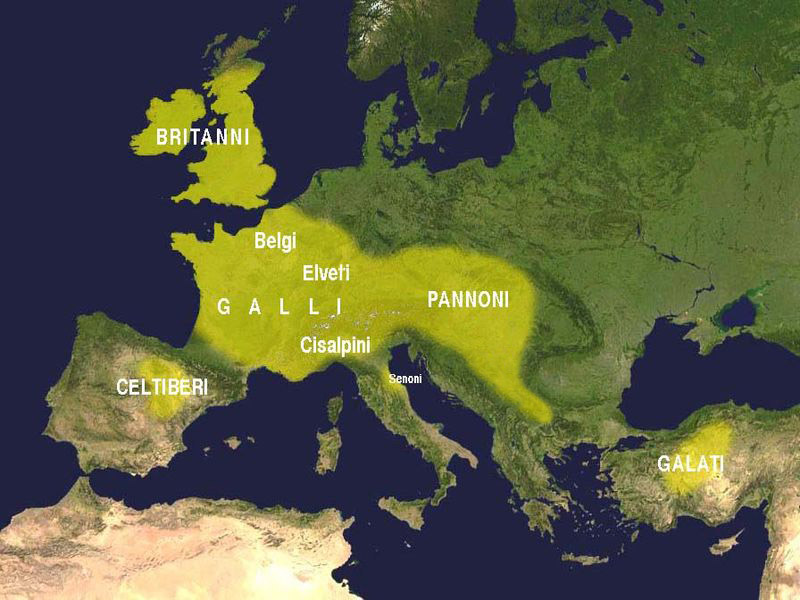
انتشر الكلت في القرن الثالث قبل الميلاد

تحاربت القبائل الكلتية فيما بينها، وكانت أحيانًا تتحالف مع الرومان أو الإغريق أو الشعوب الأخرى ضد قبائل كلتية أخرى. ويظهر أن الحرب القبلية كانت سمة معتادة للمجتمعات الكلتية، ورغم أن أدب الملاحم يصورها على أنها رياضة تركز على الغزوات والصيد أكثر مما هي فتوح إقليمية منظمة، تُغلّب السجلات التاريخية استخدام القبائل للحرب من أجل فرض السيطرة السياسية والإغارة على الخصوم بغية تحقيق الأفضلية الاقتصادية، وبهدف احتلال الأراضي في بعض الحالات.
يقدم علم الآثار معلومات كثيرة تتعلق بثقافة الكلت المادية، غير أن أهمية هذه اللقى في تحديد الكيفية التي حارب بها الكلت القدماء أمر يحتاج الكثير من التأمل. فقد غلب الظن لوقت طويل، على سبيل المثال، أن الكلت كانوا صيادي رؤوس (يقطعون رؤوس أعدائهم ويعلقونها) بيد أن أبحاثًا فرنسية حديثة أشارت إلى احتمالية أن تكون هذه الرؤوس لحلفاء مذبوحين جُمعت لتوضع في الأروقة، بينما ألقي المهزومون في مقابر جماعية وكانت أسلحتهم تُكسر وفقًا للطقوس المتبعة.

### حقبة هالستات بين القرنين الثاني عشر والسادس قبل الميلاد
حضارة هالستات هي أقدم حضارة تُعرّف بأنها مرتبطة بالحضارة الكلتية، وكانت تمتد من شمال جبال الألب إلى الغرب لتشمل فرنسا وجنوب بريطانيا وشبه الجزيرة الإيبيرية. وتعود المراحل الأولى من حقبة هالستات إلى العصر البرونزي. ويبدو أن السيوف كانت الأسلحة الأساسية في هذه الحقبة، الأمر الذي ربما من شأنه أن يدل على كون الحروب شأنًا محدود النطاق نسبيًا، محصورًا ربما بين مجموعات من نخب المحاربين. وفي المراحل اللاحقة من حقبة هالستات، بدأ الحديد يحل محل البرونز في تصنيع الأسلحة وظهر «السيف الكلتي الطويل» الكلاسيكي بتصميم نصله الشبيه بأوراق الشجر. ويُعد دفن العربات أيضًا سمة مميزة لهذه الحقبة، لذا من المحتمل أن العربات كانت لها وظيفتها في الحروب آنذاك، لكن العربات مركبات بأربعة إطارات ولا تظهر في بريطانيا إطلاقًا قبل حقبة لاتين. في نهاية حقبة هالستات تمامًا، بدا أن السيف الطويل فقد شعبيته، واستعيض عنه بالخناجر القصيرة التي عُثر عليها بأعداد أكبر بين محتويات القبور في المدافن رفيعة المنزلة.

### حقبة لاتين بين القرنين السادس والأول قبل الميلاد
شهدت حقبة لاتين نماذج متغيرة في الأعمال الحربية. ففي بداية الحقبة كانت الأعمال الحربية تتم على الأغلب ضمن نطاق ضيق بين محاربي النخبة، وربما استُخدمت العربات ونمط جديد من السيوف الكلتية الطويلة. وتغير تصميم السيف خلال القرون التالية، فتميز بأنه أصبح أقصر وبحافة واحدة وينقصه الطرف الحاد، وكان مصممًا على وجه الخصوص لإحداث جرح (على الرغم من أن سيف حقبة هالستات كان أيضًا سلاحًا جارحًا بشكل رئيسي)، وظهرت تنويعات أكبر على شكل السيف حسب المنطقة الجغرافية: فكانت تصاميم السيف الأطول في بريطانيا وأيرلندا أقصر وأرفع منها في بقية أنحاء القارة الأوروبية. ومن المحتمل أنه في الفترة اللاحقة من حقبة لاتين، أدى ارتفاع عدد السكان إلى تنظيم جيوش أضخم تضم عددًا أكبر من الجند في صفوف رماة الرماح، مما أفضى إلى تراجع في أهمية البطل الذي يحمل سيفًا وتراجعت بالتالي وظيفة السيف.
وشهدت حقبة لاتين أيضًا تطوير الدروع لتأخذ شكل الزرد، وهو الشكل المألوف الذي يقوم على صنع ثوب من الحلقات المعدنية المتصلة. ولندرة لقى دروع الزرد، يتبادر احتمال كونها اعتُبرت رفاهية وانحصرت بالمحاربين رفيعي المنزلة آنذاك. وتظهر الخوذ ذات الريش التي تعود إلى هذه الحقبة بأعداد أكبر من دروع الزرد، لكن الصورة الإجمالية للجيوش الكلتية تُظهر أنها كانت تتألف بقسم كبير من محاربين غير مدرعين أو مدرعين بدروع خفيفة.
وتستمر عادة دفن العربات فترة طويلة من حقبة لاتين، مما يشير إلى احتفاظها بأهميتها في الأعمال الحربية. كانت العربة في حقبة لاتين مركبات خفيفة مزدوجة الإطار، على عكس عربات العصور السابقة الأثقل. ويدل ترتيب القضبان في نموذج لعربة ويتوانغ أن هذه العربات كانت تُجَر من قبل خيول صغيرة لا يتجاوز ارتفاعها 11 أو 12 شبرًا، ولذا من غير المحتمل استخدامها في هجوم طليعي. ولأن عادة دفن العربات لم تمارَس قط في أيرلندا، ما يزال وجود الاستخدام الحربي للعربات أو طبيعته أمرًا غير واضح.

### الاستمرار في أيرلندا
أنهى الغزو الروماني آخر المطاف استقلال جميع الشعوب الكلتية ما عدا سكان أيرلندا والشمال القصي لبريطانيا. وبعد العصر الروماني، يمكن القول إن الأسلوب الحربي الكلتي المميز ظل موجودًا فقط في الجزر البريطانية. وكانت أيرلندا آخر منطقة تتبنى صيغة حقبة لاتين من التقنية الكلتية. وبتعداد الكلتيين وكثافتهم الأقل في أيرلندا مما هي في بريطانيا أو بقية أوروبا، ربما تكون أيرلندا استبقت حقبة القتال ضيق النطاق المحصور بنخبة المحاربين لوقت أطول. ويبدو أن النماذج الحربية التقليدية استمرت حتى فترة غزو الفايكنج والنورمان، فيجري القتال على أيدي جنود مشاة دون دروع أو خوذ معدنية يقاتلون بالرماح والمزاريق وأحيانًا الفؤوس، وفي حالة المقاتلين ذوي المكانة الرفيعة تُستخدم السيوف والتروس الدائرية أو البيضوية للحماية. وشهدت غزوات الفايكنج استخدام القوس إضافة إلى ما سبق، لكن ليس بأعداد كبيرة. وقد أدى غزو النورمان في القرن الثاني عشر وعدم كفاءة التكتيكات التقليدية التي استُخدمت في مقاومته إلى انتقال الأيرلنديين إلى أسلوب حربي قروسطي أكثر نموذجية يظهر مثاله جليًا محارب المشاة من رتبة غالوغلاس.

## وصلات خارجية
- Celtic Warriors
- Ancient Celtic Warriors in History